# 寬齒深水鬍鯰
寬齒深水鬍鯰，為輻鰭魚綱鯰形目塘虱魚科的其中一種，分布於非洲馬拉威湖流域，體長可達105
公分，棲息在湖泊的底層水域，可做為觀賞魚及食用魚。

## 扩展阅读
維基物種上的相關：寬齒深水鬍鯰